# 全国高等学校総合体育大会弓道競技大会
全国高等学校総合体育大会弓道競技大会（ぜんこくこうとうがっこうそうごうたいいくたいかいきゅうどうきょうぎたいかい、別名、全日本高等学校弓道大会）は、高等学校対抗弓道の大会である。全国高等学校体育連盟、全日本弓道連盟、読売新聞社などの主催で開催される。

## 大会の競技方法

### 参加資格
団体競技と個人競技の2種類に分けられ、種目は近的競技のみが行われる。団体競技には、各都道府県代表47校と開催都道府県1校の48校が参加でき、個人競技には、各都道府県代表2名×47=94名と開催都道府県枠2名の計96名が参加することができる。

### 競技方法
以下、男女ともに同じルールで行う。
団体競技は予選は立射で各自4射、合計20射を行い、的中数上位の32チームを選び、抽選で組み合わせが決定し決勝は坐射で各自4射、合計20射で決勝トーナメントが行われる。順位決定戦では、坐射で各自2射、合計10射を行う。個人競技は予選・準決勝はいずれも各自4射とされ、予選は的中数が3中以上の者が準決勝に進み、準決勝では予選通過者で行い、的中数が3中以上の者が決勝へ進み、決勝は射詰で決定し、的中を失すると最上位者を決定する場合にのみ射詰としてその他は遠近法で行う。射詰の5本目は予備矢が使用される。同中の場合は各自1本ずつ競射を行って、勝敗を決める。

## 優勝校

### 団体
| 年度       | 回数     | 男子                           | 女子                           |
| ---------- | -------- | ------------------------------ | ------------------------------ |
| 昭和31年度 | 第1回    | 市立沼津（静岡）               | 市立沼津（静岡）               |
| 昭和32年度 | 第2回    | 市立沼津（静岡）               | 森（静岡）                     |
| 昭和33年度 | 第3回    | 宇和島東（愛媛）               | 邇摩（島根）                   |
| 昭和34年度 | 第4回    | 秋田市立（秋田）               | 匝瑳（千葉）                   |
| 昭和35年度 | 第5回    | 津（三重）                     | 塩釜女子（宮城）               |
| 昭和36年度 | 第6回    | 岸和田市産（大阪）             | 清水西（静岡）                 |
| 昭和37年度 | 第7回    | 神戸市工（兵庫）               | 酒田女子（山形）               |
| 昭和38年度 | 第8回    | 島原（長崎）                   | 福島女子（福島）               |
| 昭和39年度 | 第9回    | 福島商（福島）                 | 岩国（山口）                   |
| 昭和40年度 | 第10回   | 富山商（富山）                 | 豊橋東（愛知）                 |
| 昭和41年度 | 第11回   | 与野（埼玉）                   | 清水西（静岡）                 |
| 昭和42年度 | 第12回   | 八幡工（福岡）                 | 掛川東（静岡）                 |
| 昭和43年度 | 第13回   | 大島（愛媛）                   | 豊橋商（愛知）                 |
| 昭和44年度 | 第14回   | 八幡工（福岡）                 | 鹿沼（栃木）                   |
| 昭和45年度 | 第15回   | 仙台三（宮城）                 | 天羽（千葉）                   |
| 昭和46年度 | 第16回   | 城北（徳島）                   | 市立沼津（静岡）               |
| 昭和47年度 | 第17回   | 広島工（広島）                 | 豊橋商（愛知）                 |
| 昭和48年度 | 第18回   | 札幌一（北海道）               | 岸和田市産（大阪）             |
| 昭和49年度 | 第19回   | 豊見城（沖縄）                 | 松山南（愛媛）                 |
| 昭和50年度 | 第20回   | 慶應義塾（神奈川）             | 酒田東（山形）                 |
| 昭和51年度 | 第21回   | 大宮（茨城）                   | 皆野（埼玉）                   |
| 昭和52年度 | 第22回   | 慶應義塾（神奈川）             | 飯田女子（長野）               |
| 昭和53年度 | 第23回   | 江津工（島根）                 | 松山北（愛媛）                 |
| 昭和54年度 | 第24回   | 加治木工（鹿児島）             | 下妻二（茨城）                 |
| 昭和55年度 | 第25回   | 高水（山口）                   | 鹿沼商工（栃木）               |
| 昭和56年度 | 第26回   | 加治木工（鹿児島）             | 作新学院（栃木）               |
| 昭和57年度 | 第27回   | 焼津水産（静岡）               | 丸亀（香川）                   |
| 昭和58年度 | 第28回   | 田辺工（和歌山）               | 松山工（愛媛）                 |
| 昭和59年度 | 第29回   | 浜松西（静岡）                 | 紋別北（北海道）               |
| 昭和60年度 | 第30回   | 鹿屋工（鹿児島）               | 成章（愛知）                   |
| 昭和61年度 | 第31回   | 金沢市工（石川）               | 佐伯鶴岡（大分）               |
| 昭和62年度 | 第32回   | 熊谷農（埼玉）                 | 焼津中央（静岡）               |
| 昭和63年度 | 第33回   | 焼津中央（静岡）               | 本荘（秋田）                   |
| 平成元年度 | 第34回   | 足利工大付（栃木）             | 宇部中央（山口）               |
| 平成2年度  | 第35回   | 多度津工（香川）               | 加治木工（鹿児島）             |
| 平成3年度  | 第36回   | 加治木工（鹿児島）             | 飯田女子（長野）               |
| 平成4年度  | 第37回   | 西の京（奈良）                 | 宇部中央（山口）               |
| 平成5年度  | 第38回   | 御津（愛知）                   | 八代一（熊本）                 |
| 平成6年度  | 第39回   | 倉吉西（鳥取）                 | 情報科学（大分）               |
| 平成7年度  | 第40回   | 加治木工（鹿児島）             | 大阪福島女子（大阪）           |
| 平成8年度  | 第41回   | 石岡商（茨城）                 | 伊勢崎女子（熊本）             |
| 平成9年度  | 第42回   | 八代一（熊本）                 | 八代一（熊本）                 |
| 平成10年度 | 第43回   | 八代一（熊本）                 | 宇部中央（山口）               |
| 平成11年度 | 第44回   | 作新学院（栃木）               | 宇部中央（山口）               |
| 平成12年度 | 第45回   | 広島市工（広島）               | 宇部中央（山口）               |
| 平成13年度 | 第46回   | 秀岳館（熊本）                 | 秀岳館（熊本）・3度目          |
| 平成14年度 | 第47回   | 慶應義塾（神奈川）             | 観音寺一（香川）               |
| 平成15年度 | 第48回   | 広島工（広島）                 | 秀岳館（熊本）                 |
| 平成16年度 | 第49回   | 広島工（広島）                 | 鳥取西（鳥取）                 |
| 平成17年度 | 第50回   | 韮崎（山梨）                   | 大阪福島女子（大阪）           |
| 平成18年度 | 第51回   | 加治木工（鹿児島）             | 下諏訪向陽（長野）             |
| 平成19年度 | 第52回   | 鹿児島工（鹿児島）             | 沼津商（静岡）                 |
| 平成20年度 | 第53回   | 石岡商（茨城）                 | 妻（宮崎）                     |
| 平成21年度 | 第54回   | 橿原（奈良）                   | 東農大三（埼玉）               |
| 平成22年度 | 第55回   | 飯能（埼玉）                   | 岐阜総合学園（岐阜）           |
| 平成23年度 | 第56回   | 福岡（岩手）                   | 秀岳館（熊本）                 |
| 平成24年度 | 第57回   | 高田商（奈良）                 | 知念（沖縄）                   |
| 平成25年度 | 第58回   | 倉吉西（鳥取）                 | 豊橋商（愛知）                 |
| 平成26年度 | 第59回   | 倉吉西（鳥取）                 | 倉吉西（鳥取）                 |
| 平成27年度 | 第60回   | 秀岳館（熊本）                 | 境港総合技術（鳥取）           |
| 平成28年度 | 第61回   | 清真学園（茨城）               | 豊橋商（愛知）                 |
| 平成29年度 | 第62回   | 祐誠（福岡）                   | 岡豊（高知）                   |
| 平成30年度 | 第63回   | 延岡学園（宮崎）               | 鹿児島南 (鹿児島)              |
| 令和元年度 | 第64回   | 岡山工（岡山）                 | 天童（山形）                   |
| 令和2年度  | 大会中止 | 大会中止                       | 大会中止                       |
| 令和3年度  | 第66回   | 南陽工（山口）                 | 足利大附（栃木）               |
| 令和4年度  | 第67回   | 高崎経大付（群馬）             | 鹿児島工（鹿児島）             |
| 令和5年度  | 第68回   | 南陽工（山口）                 | 倉吉西（鳥取）                 |
| 令和6年度  | 第69回   | 宇部フロンティア大香川（山口） | 出雲（島根）                   |
| 令和7年度  | 第70回   | 畝傍（奈良）                   | 宇部フロンティア大香川（山口） |